# Рива, Антонелло
Антонелло Рива (итал. Antonello Riva; род. 28 декабря 1962, Рованьяте) — итальянский баскетболист и баскетбольный администратор, игравший на позициях атакующего защитника и лёгкого форварда. Чемпион Европы 1983 года, чемпион Италии (1980/1981), обладатель Кубка Корача, Кубка обладателей кубков, Кубка европейских чемпионов и Межконтинентального кубка ФИБА с клубами «Канту» и «Филипс» (Милан). Рекордсмен чемпионата Италии по числу набранных очков (14 399) и проведённых на площадке минут (23 269), рекордсмен сборной Италии по набранным очкам (3785). Выбран в символическую первую пятёрку Олимпийского турнира 1984 года. Имя Антонелло Ривы включено в список 50 человек, внёсших наибольший вклад в развитие Евролиги (2008).

## Личная жизнь
Антонелло Рива, уроженец Рованьяте, родился в 1962 году семье Карлетто и Луиджи Рива. Его отец был плиточником. В 1965 году в семье родилась также дочь — Моника. Антонелло рано начал помогать отцу в доставке и разгрузке плитки, что способствовало его физическому развитию.
После начала выступлений за клуб «Канту» Рива переехал в Брианцу, где окончил интернат «De Amicis», получив специальность бухгалтера. В 20 лет он познакомился со своей будущей женой Мариной. Через два года они поженились, и в сентябре 1983 года у них родился сын Иван. В июле 1987 года у Ривы родилась дочь Франческа.

## Игровая карьера
Рива заинтересовался баскетболом в средней школе, участвуя в юношеских играх. В 14 лет на атлетично сложённого подростка обратили внимание скауты юношеских команд клуба «Канту». Его физические данные позволяли ему играть на позициях атакующего защитника и лёгкого форварда, а также бороться за подборы у кольца. Однако знаменитый итальянский тренер Валерио Бьянкини отмечает, что уже в 17 лет у Ривы был идеально поставленный бросок в прыжке. Как игрок Рива был нацелен на атаку, бросая по кольцу при малейшей ошибке опекунов.
Уже в 1978 году Рива завоевал с «Канту» свой первый титул — Кубок обладателей кубков, хотя в финальной игре против другой итальянской команды — «Виртуса» (Болонья) — ему ещё не нашлось места на площадке. То же самое повторилось на следующий год: Рива был заявлен на финальный матч, но на площадку так и не вышел, и «Канту» выиграл без его помощи. В 1979 году Рива сыграл за команду Италии на первом юношеском чемпионате мира в Бразилии, заняв со сборной шестое место и набрав в среднем по 13,4 очка за игру.
В сезоне 1980/1981 Рива завоевал с «Канту» в Риме свой третий Кубок обладателей кубков, набрав 16 очков в финале против «Барселоны». После этого он стал с «Канту» чемпионом Италии (обыграв в финальной серии «Виртус»). В том же году, 3 марта, Рива провёл свой первый матч за основную сборную Италии — товарищескую игру против команды Всех звёзд итальянской лиги. 20 апреля в Римини он впервые сыграл за сборную в официальном матче; в этой игре, против команды ФРГ, он не принёс команде ни одного очка, но уже в следующей — 12 мая в Тель-Авиве — набрал 16.
В 1982 и 1983 годах Рива дважды подряд завоёвывал с «Канту» Кубок европейских чемпионов, в первый год добавив к нему также Межконтинентальный кубок. В финалах Кубка чемпионов с «Маккаби» (Тель-Авив) и «Миланом» он набирал соответственно 16 и 18 очков, а в финале Межконтинентального кубка против «Нашуа Ден Босх» — 22. В 1983 году с командой Италии Рива выиграл также чемпионат Европы во Франции. На следующий год сборная Италии при участии Ривы заняла шестое место на Олимпийских играх в Лос-Анджелесе; Рива, в этом соревновании набиравший за матч в среднем больше 23 очков, был включён в символическую первую пятёрку турнира вместе с Драженом Петровичем и Майклом Джорданом.
Рива, получивший у болельщиков прозвища «Бомбер» и «Нембо Кид» (итальянский аналог Супермена), продолжал регулярно выступать за итальянскую сборную вплоть до 1992 года, показывая высокие результаты в финальных турнирах чемпионатов мира и Европы — 19,2 очка в 1986 году, 26,8 в 1987, 23,3 в 1989 и, наконец, 30,2 очка за игру на чемпионате мира 1990 года. Его средний результат в играх за сборную — 17,7 очка. В общей сложности он сыграл за национальную команду 213 матчей, набрав в них 3785 очков, что остаётся рекордом сборной Италии. В 1987 году в матче с командой Швейцарии Рива установил ещё один рекорд итальянской сборной — 46 очков за игру, превзойдя достижение Аделино Каппеллетти, установленное за 31 год до этого.
В 1989 году, после 12 сезонов в «Канту», Рива перешёл в миланский «Филипс». За эту команду он провёл 5 сезонов (173 игры, 3622 очка), став с ней в 1991 году финалистом чемпионата Италии, а в 1993 году завоевав Кубок Корача (95:90 и 106:91 в финале против римского «Виртуса»). В 1991 году Рива со сборной Италии завоевал ещё одну медаль европейского первенства — на этот раз серебряную.
После двух сезонов в «Скаволини» Рива перешёл в клуб второго дивизиона «Гориция», который помог вывести в Серию А. В 1999 году он вернулся в родной клуб «Канту». Здесь 9 апреля 2000 года в игре против «Бипопа» он побил рекорд чемпионата Италии по набранным очкам, принадлежавший Оскару Шмидту, достигнув рубежа в 13 965 очков. Рива продолжал выступать за «Канту» до 2002 года, доведя свой личный счёт до 14 399 очков за 23 269 минут игры (и то, и другое — по-прежнему рекорды Серии А) в 797 матчах (3-е место в списке рекордсменов лиги после Дэна Гея и Дино Менегина). Последние два года игровой карьеры Рива провёл в клубе «Риети», где вместе с ним играл его сын Иван. Последний матч в карьере он провёл 21 ноября 2004 года.

## Статистика выступлений за сборную Италии
| ЧЕ 1983                                                                                 | 7  |      |        |      |        |      |   |   | 8/13  | 61.5 |   |     |     |     |     |     |   | 1.9 | 112 | 16.0 |
| ОИ 1984                                                                                 | 8  | 26.3 | 68/114 | 59.6 | 68/114 | 59.6 | - | - | 37/49 | 75.5 | 0 | 3.4 | 3.4 | 1.6 | 1.4 | 0.9 | 0 | 2.8 | 187 | 23.4 |
| ЧМ 1986                                                                                 | 10 |      |        |      |        |      |   |   | 27/40 | 67.5 |   |     |     |     |     |     |   | 2.1 | 192 | 19.2 |
| ЧЕ 1987                                                                                 | 8  |      |        |      |        |      |   |   | 34/39 | 87.2 |   |     |     |     |     |     |   | 2.0 | 194 | 24.3 |
| ЧЕ 1989                                                                                 | 4  |      |        |      |        |      |   |   | 11/13 | 84.6 |   |     |     |     |     |     |   | 1.5 | 93  | 23.3 |
| ЧМ 1990                                                                                 | 8  |      |        |      |        |      |   |   | 43/52 | 82.7 |   |     |     |     |     |     |   | 2.6 | 242 | 30.1 |
| ЧЕ 1991                                                                                 | 5  |      |        |      |        |      |   |   | 9/16  | 56.2 |   |     |     |     |     |     |   | 2.4 | 70  | 14.0 |
| Наведите курсор мыши на аббревиатуры в заголовке таблицы, чтобы прочесть их расшифровку |    |      |        |      |        |      |   |   |       |      |   |     |     |     |     |     |   |     |     |      |

## Дальнейшая карьера
Уже в 2004 году Антонелло Рива занял пост генерального менеджера «Риети», который продолжал занимать до 2008 года, за это время успев выиграть с клубом чемпионат Второй лиги и вывести его в Серию А, где «Риети» продержался один сезон. Следующие два года он провёл в должности другого клуба Второй лиги — «Вероли», с которым дважды завоевал Кубок лиги и остановился в одном шаге от выхода в Серию А. После одного сезона на посту генерального менеджера «ЮвеКазерты» Рива в 2011 году занял аналогичную должность в римском «Виртусе».
В 2008 году Рива стал чемпионом Европы среди ветеранов в возрасте старше 45 лет. В том же году, в год празднования 50-летия Евролиги (ранее известной как Кубок европейских чемпионов), его имя было включено в список 50 человек, внёсших наибольший вклад в развитие Евролиги